# 樊进军
樊进军（1960年—），山西晋城人，汉族，中华人民共和国政治人物、第十二届全国人民代表大会河南地区代表。
毕业于中国共产党中央党校政治专业。加入中国共产党。2013年，担任全国人大代表。